# Herenthout

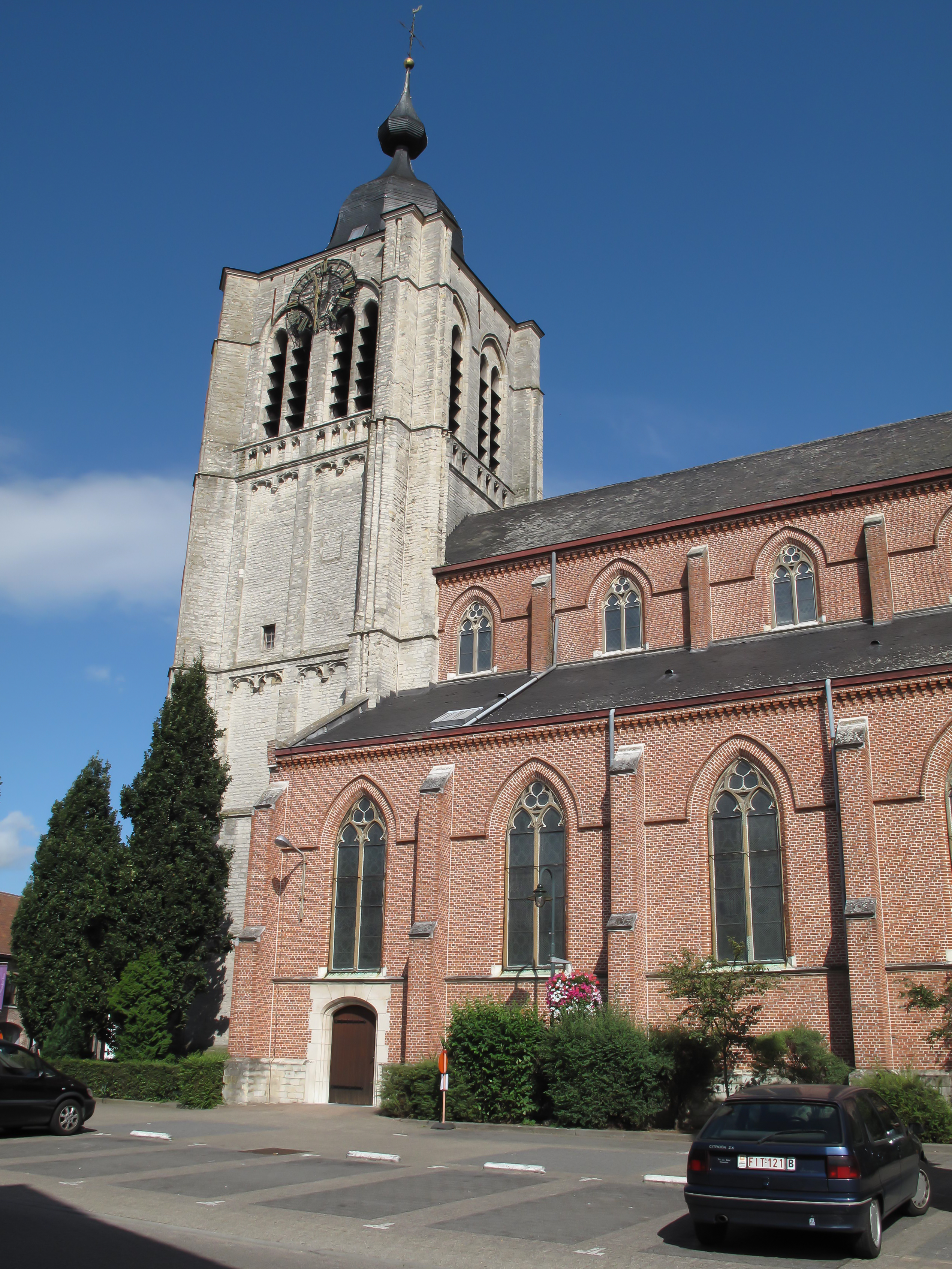
Herenthout, Kirche

Herenthout ist eine belgische Gemeinde in der Region Flandern mit 9454 Einwohnern (Stand 1. Januar 2024).
Turnhout liegt 24 Kilometer nordöstlich, Antwerpen 25 Kilometer nordwestlich und Brüssel etwa 42 Kilometer südwestlich.
Die nächsten Autobahnabfahrten befinden sich bei Herentals an der A13 / E 313.
In Bouwel, Herentals, Nijlen, Berlaar und Heist-op-den-Berg befinden sich die nächsten Regionalbahnhöfe und in Antwerpen halten auch überregionale Schnellzüge.
Der Flughafen Antwerpen ist der nächste Regionalflughafen und der Flughafen Brüssel National nahe der Hauptstadt Brüssel ist ein Flughafen von internationaler Bedeutung.

## Sehenswürdigkeiten
- Schloss Herlaar, die frühere Residenz der Herren von Herenthout

## Persönlichkeiten
- Achiel Bruneel (1918–2008), Radrennfahrer